# Aboboreira
Aboboreira é uma povoação portuguesa do Município de Mação, na antiga província da Beira Baixa, região do Centro (Região das Beiras) e sub-região do Médio Tejo, que foi sede da extinta Freguesia de Aboboreira, freguesia que tinha com 27,24 km² de área e 513 habitantes (2011), e, por isso, uma densidade populacional de 18,8 hab/km².
A Freguesia de Aboboreira foi extinta (agregada) pela reorganização administrativa de 2013, tendo o seu território sido agregado ao das Freguesias de Mação e Penhascoso para criar a nova Freguesia de Mação, Penhascoso e Aboboreira.

## Etimologia
A origem toponímica do nome Aboboreira tem fatores ainda por comprovar.
De acordo com o Dicionário infopédia de Toponímia, Aboboreira vem do mesmo nome, indicando originalmente uma plantação de abóboras. Há vários lugares com este nome. Existem a variante Abobleira e os derivados Abóbora e Casal de Aboborais.
De acordo com o livro Dicionário do Nome das Terras, de João Fonseca, alguns autores entendem que a designação da localidade deriva também de abóbora, fruto aqui abundante. Mas há quem dê outra explicação: "terá sido um dote de terra, a que davam o nome de eira", feito a "alguém que se chamava Abraãm", ficando, assim, a ser identificada por "Eira de Abraãm" e que, com o tempo, se transformou em Aboboreira. O livro ainda esclarece que existe uma versão mais popular e defendida pelos habitantes mais velhos da povoação que o próprio topónimo está justificado com o facto de a terra possuir "muitas figueiras de qualidade abebora", o que, aliás, faz com que estas árvores sejam conhecidas como "abebereiras".

## História
Historicamente, e tal como o resto do concelho, Aboboreira terá sido conquistada aos muçulmanos por D. Afonso Henriques em meados do século XII com a ajuda de cruzados das ordens militares religiosas entre as quais a ordem de Malta, mas, ao contrário das restantes povoações do Concelho de Mação, tal como a freguesia de Penhascoso, ficou sob dependência directa da corte portuguesa.
Pertenceu ao concelho de Abrantes, passando ao de Mação por decreto de 21 de novembro de 1895.
"Envolvida na ramagem verde das árvores cercada de pinheiros e oliveiras, parecem lenços brancos a acenar, as casas humildes e pequenas que pouco mais são que duas centenas. Cobre-se de flores na Primavera, aloiram-se no Verão as searas, nas videiras são louros também os bagos, “ceifa-se” o pão, pisam-se as uvas e sob a chuva teimosa do Inverno, apanha-se, em grandes, grupos, a azeitona, canta-se para aquecer o frio, faz-se azeite, mata-se o porco, cultivam-se as hortas, amanha-se a terra, e explora-se o pinhal."
Este pequeno poema traduz na perfeição uma pequena e pitoresca localidade do Concelho de Mação.

## População
| População da freguesia de Aboboreira | População da freguesia de Aboboreira | População da freguesia de Aboboreira | População da freguesia de Aboboreira | População da freguesia de Aboboreira | População da freguesia de Aboboreira | População da freguesia de Aboboreira | População da freguesia de Aboboreira | População da freguesia de Aboboreira | População da freguesia de Aboboreira | População da freguesia de Aboboreira | População da freguesia de Aboboreira | População da freguesia de Aboboreira | População da freguesia de Aboboreira | População da freguesia de Aboboreira |
| ------------------------------------ | ------------------------------------ | ------------------------------------ | ------------------------------------ | ------------------------------------ | ------------------------------------ | ------------------------------------ | ------------------------------------ | ------------------------------------ | ------------------------------------ | ------------------------------------ | ------------------------------------ | ------------------------------------ | ------------------------------------ | ------------------------------------ |
| 1864                                 | 1878                                 | 1890                                 | 1900                                 | 1911                                 | 1920                                 | 1930                                 | 1940                                 | 1950                                 | 1960                                 | 1970                                 | 1981                                 | 1991                                 | 2001                                 | 2011                                 |
| 664                                  | 692                                  | 724                                  | 846                                  | 909                                  | 965                                  | 1060                                 | 1248                                 | 1323                                 | 1224                                 | 1133                                 | 865                                  | 700                                  | 620                                  | 513                                  |

Nos anos de 1864 a 1890 pertencia ao concelho de Abrantes. Por decreto de 21 de Novembro de 1895 passou a fazer parte do actual concelho.
| Distribuição da População por Grupos Etários | Distribuição da População por Grupos Etários | Distribuição da População por Grupos Etários | Distribuição da População por Grupos Etários | Distribuição da População por Grupos Etários | Distribuição da População por Grupos Etários | Distribuição da População por Grupos Etários | Distribuição da População por Grupos Etários | Distribuição da População por Grupos Etários | Distribuição da População por Grupos Etários |
| -------------------------------------------- | -------------------------------------------- | -------------------------------------------- | -------------------------------------------- | -------------------------------------------- | -------------------------------------------- | -------------------------------------------- | -------------------------------------------- | -------------------------------------------- | -------------------------------------------- |
| Ano                                          | 0-14 Anos                                    | 15-24 Anos                                   | 25-64 Anos                                   | > 65 Anos                                    |                                              | 0-14 Anos                                    | 15-24 Anos                                   | 25-64 Anos                                   | > 65 Anos                                    |
| 2001                                         | 54                                           | 63                                           | 294                                          | 209                                          |                                              | 8,7%                                         | 10,2%                                        | 47,4%                                        | 33,7%                                        |
| 2011                                         | 42                                           | 39                                           | 228                                          | 204                                          |                                              | 8,2%                                         | 7,6%                                         | 44,4%                                        | 39,8%                                        |

Média do País no censo de 2001:  0/14 Anos-16,0%; 15/24 Anos-14,3%; 25/64 Anos-53,4%; 65 e mais Anos-16,4%
Média do País no censo de 2011:  0/14 Anos-14,9%; 15/24 Anos-10,9%; 25/64 Anos-55,2%; 65 e mais Anos-19,0%

## Localidades
- Aboboreira
- Casalinho
- Cerro do Outeiro
- Chão de Codes
- Louriceira
- Vale de Amêndoa

## Atividades económicas
Silvicultura, agricultura, serração de madeiras, carpintaria, serralharia civil, indústria de carnes, comércio e oficina de automóveis.

## Festas e romarias
- Festa da Espiga (Quinta-Feira da Ascensão)
- Nossa Senhora da Conceição (1.º fim de semana de Agosto)
- São Silvestre (31 de Dezembro)

## Património cultural e edificado
- Igreja Matriz de Aboboreira
- Capela de Chão de Codes
- Cerro do Outeiro

## Gastronomia
- Sarrabulho
- Maranhos

## Artesanato
- Trabalhos em madeira
- Tapetes
- Colchas de trapos

## Colectividades
- Associação Cultural e Recreativa de Aboboreira
- Associação Recreativa e Cultural de Chão de Codes
- Lar de Terceira Idade